# Rachel Summers
Rachel Summers (ook bekend als Rachel Grey) is een fictieve superheldin uit de strips van Marvel Comics, en een lid van de X-Men. Ze werd bedacht door Chris Claremont en John Byrne, en verscheen voor het eerst Uncanny X-Men #141 (januari 1981).
Rachel is de dochter van Cyclops en Jean Grey uit een alternatieve post-apocalyptische toekomst. Ze erfde haar moeders telepathische en telekinetische krachten, en een deel van de Phoenix Force. Bij de X-Men gebruikte ze haar moeders oude codenamen “Phoenix” en meer recentelijk “Marvel Girl”.

## Geschiedenis
Rachel kwam uit een alternatieve toekomst bekend als de Days of Future Past of Earth 811 tijdlijn. In deze tijdlijn slaagde de Brotherhood of Mutants in hun poging senator Robert Kelly te vermoorden, wat uiteindelijk leidde tot een wereld waarin mutanten werden opgejaagd en uitgemoord. Rachel werd opgesloten in een mutaten concentratiekamp waar ze onder andere Wolverine, Magneto, Kate Pryde en de volwassen Franklin Richards ontmoette. Rachel gebruikte haar krachten om Pryde’s bewustzijn naar het verleden te sturen in een poging de moord op senator Kelly te voorkomen. Pryde slaagde in haar opdracht, maar dit veranderde niets aan de Earth 811 tijdlijn. Toen Rachel via astrale projectie zelf naar het verleden reisde om uit te vinden hoe dit kwam, ontdekte ze dat ze Pryde naar een alternatieve tijdlijn had gestuurd. Ze kwam bij haar reis ook de Phoenix Force tegen. Op aandringen van Kate Pryde transporteerde de Phoenix Force Rachel vanuit haar tijdlijn naar dezelfde tijdlijn als waar de Kate heen had gestuurd.
Rachel ontdekte al snel dat in deze tijdlijn Jean Grey was overleden en haar vader getrouwd was met Madelyne Pryor. Ook kwam ze erachter dat ze niet Scott’s eerste kind was aangezien Madelyne in verwachting was van Nathan Summers.
Rachel bleef een tijdje bij de X-Men. Na een tijdje bond de Phoenix Force zich geheel aan haar en gaf haar dezelfde krachten als Jean Grey. Samen met Shadowcat, Nightcrawler, Captain Britain en Meggan vormde ze het Britse superheldenteam Excalibur. Ze bleef bij dit team totdat ze door een ongeluk 2000 jaar de toekomst in werd gestuurd. Hier belandde ze in een wereld geregeerd door Apocalypse. Ze vormde een groep genaamd de Askani om Apocalypse te bevechten. Ook liet ze haar “broer” Nathan, die in het verleden was geïnfecteerd door Apocalypse met een techno-organisch virus, naar de toekomst halen zodat hij hen kon helpen. Tevens bracht ze Scott en Jean naar de toekomst om Nathan op te voeden tot de held Cable.
Nadat Cable Apocalypse had verslagen gebruikte Rachel haar krachten om hen beide terug te laten keren naar het heden. Ze probeerde en tijdje een normaal leven te leiden, maar dat mislukte. Daarom sloot ze zich weer bij de X-Men aan onder haar moeders oude codenaam "Marvel Girl". Ook veranderde ze haar achternaam in Grey.
Na de gebeurtenissen uit House of M, waarbij duizenden mutanten hun krachten verloren, trok Rachel, die nog wel haar krachten had, zich een tijdje terug bij haar grootouders. Tijdens een familie reünie viel een Shi'ar team aan en doodde iedereen, behalve Rachel.
In Uncanny X-Men #475, rekruteerde Professor X Rachel samen met haar oom Havok, Nightcrawler, Warpath, Darwin en Polaris voor een missie om Vulcan ervan te weerhouden het Shi’ar rijk te vernietigen. Professor X was zich ervan bewust wat er met Rachels familie was gebeurd, en gaf haar toestemming te missie te gebruiken om uit te zoeken wie de Shi’ar de opdracht had gegeven haar familie te vermoorden.

## Krachten
Rachel bezit sterkte telepathische en telekinetische krachten. Ze kan gedachten lezen, mentaal communiceren met anderen, illusies opwekken en zo zichzelf en anderen “onzichtbaar” maken, gedachten beïnvloeden, offensieve schoten van psi-energie afvuren, het astrale niveau betreden en "chronoskimming," wat haar in staat stelt tijdelijk iemands gedachten terug te brengen in de tijd naar een jongere versie van die persoon. Met haar telekinese kan ze materie manipuleren met enkel haar gedachten en krachtvelden oproepen. Ze kan zichzelf ook optillen met haar gedachten en zo met enorme snelheid vliegen.
Een tijdje was ze ook gebonden aan de “Phoenix Force”, en bezat toen al diens kosmische krachten. Deze verbinding met de Phoenix Force werd verbroken nadat ze per ongeluk naar de toekomst werd gestuurd. Ze bezit nu nog een residu van de Phoenix Force, maar de exacte mogelijkheden hiervan zijn nog niet bekend.
Rachels huidige krachtniveau is onbekend, maar ze lijkt minder sterk te zijn dan eerst. Dit bleek wel toen ze een gevecht op het astrale niveau verloor van Emma Frost.

## Rachel Summers in andere media
- Rachel Summers was even te zien in de X-Men animatieserie uit de jaren 90. Ze was hierin een van Apocalypse’ gevangenen in de laatste aflevering van de Beyond Good and Evil verhaallijn.

- Rachel Summers verscheen eenmaal als bespeelbaar personage in een computerspel: X-Men II: The Fall of the Mutants. Hierin verscheen ze in haar Phoenix vorm.